# Przewód słuchowy wewnętrzny

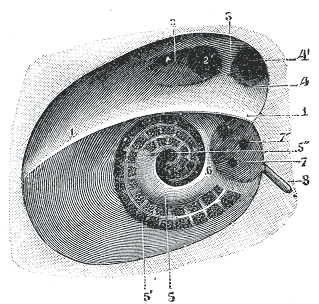
Dno przewodu słuchowego wewnętrznego prawego widoczne od strony przyśrodkowej.
1 – grzebień poprzeczny
2 – pole nerwu twarzowego z
2' – otworem wewnętrznym n. twarzowego
3 – grzebień kostny oddzielający pole n. twarzowego od pola przedsionkowego górnego
4 – pole przedsionkowe górne wraz z
4' – plamką sitkowatą górną
5 – pole ślimaka z
5' – pasmem spiralnym dziurkowanym i
5" – kanałem spiralnym ślimaka
6 – grzebień kostny oddzielający pasmo spiralne dziurkowane od pola przedsionkowego dolnego
7 – pole przedsionkowe dolne
8 – otwór pojedynczy

Przewód słuchowy wewnętrzny (łac. meatus acusticus internus) – w anatomii człowieka kanał wewnątrz kości skroniowej o długości 1 cm, znajdujący się w tylnej części piramidy. Łączy on tylny dół czaszki z błędnikiem. Kończy się przyśrodkowo otworem słuchowym wewnętrznym. 
Przez przewód przechodzą z jamy czaszki do ucha nerw przedsionkowo-ślimakowy oraz nerw twarzowy. Wewnątrz przewodu znajdują się także naczynia błędnikowe (łac. vasa labyrinthi). Dno przewodu stanowi jednocześnie ścianę przyśrodkową błędnika i jest zamknięte płytką kostną z licznymi otworkami dla nerwów, które przechodzą przez przewód. W płytce dna przewodu znajduje się grzebień poprzeczny (łac. crista transversa), który biegnie poziomo, dzieląc dno przewodu na dwa wgłębione obszary: górny (mniejszy) i dolny (większy). Wgłębienie górne posiada leżące bardziej ku przodowi pole nerwu twarzowego (łac. area nervi facialis) oraz leżące ku tyłowi pole przedsionkowe górne (łac. area vestibularis superior). Jest ono perforowane licznymi otworkami, które tworzą plamkę sitkowatą górną (łac. macula cribrosa superior), która zawiera nerw łagiewkowo-bańkowy, który zmierza do przedsionka. Nerw łagiewkowo-bańkowy dzieli się w przewodzie na: nerw łagiewkowy, który unerwia łagiewkę, nerw bańkowy przedni, który dociera do bańki przewodu półkolistego przedniego oraz nerw bańkowy boczny, który zmierza do bańki przewodu półkolistego bocznego. Wgłębienie dolne, znacznie większe od zagłębienia górnego, zawiera leżące ku przodowi pole ślimaka (łac. area cochleae), w którym znajduje się podstawa ślimaka. Pole ślimaka posiada liczne otworki dla przechodzących tędy włókien nerwu ślimakowego. Otworki te skupione na wąskiej przestrzeni tworzą spiralę, która zatacza półtora zakrętu. Jest to pasmo spiralne dziurkowane (łac. tractus spiralis foraminosus). Jest ono najbardziej zaznaczony u noworodka. Ku tyłowi od pola ślimaka leży pole przedsionkowe dolne (łac. area vestibularis inferior). W polu tym znajdują się także liczne małe otworki dla przechodzącego tędy nerwu woreczkowego, który unerwia woreczek. Poniżej i ku tyłowi od pola przedsionkowego dolnego znajduje się otwór pojedynczy (łac. foramen singulare), przez który przechodzi nerw bańkowy tylny, unerwiający bańkę przewodu półkolistego tylnego.